# 自签名证书

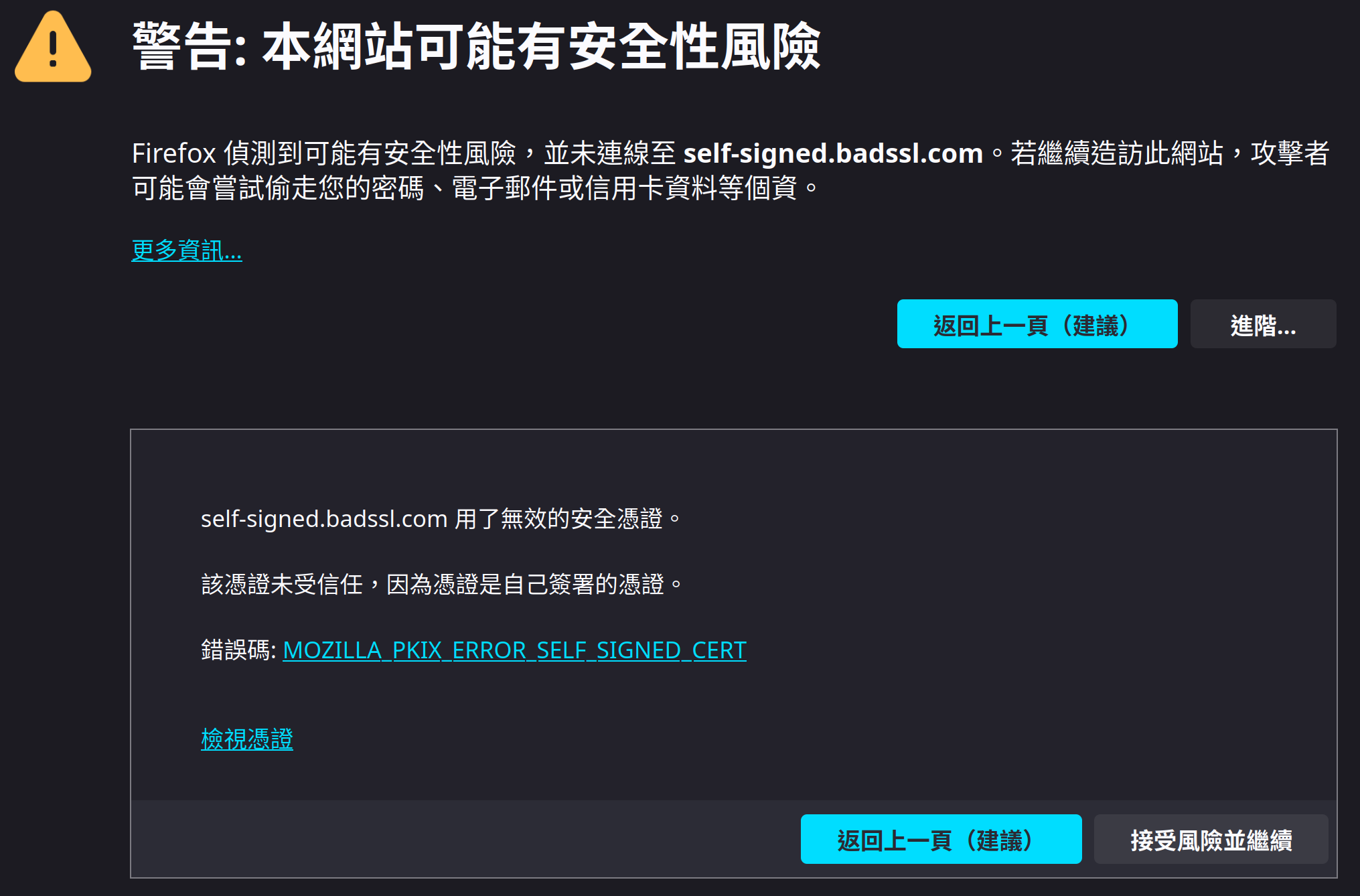
客戶端會警示用戶不應連接到使用自簽章憑證的網站。

在密碼學與電腦安全中，自簽章憑證（英語：self-signed certificate）是使用發行者自己的私鑰簽署的數位憑證，在加密功能上等同於經過可信任的证书颁发机构簽署的憑證，但通常並不具備驗證網站身份的功能以及可信性。
由於建立自簽章憑證是無成本而無需認證的，存在用以進行中间人攻击的風險，故用戶只應在明確知道該憑證是屬於對方時才信任之。因此，未經過特別設定信任該自簽章憑證的客戶端會警示用戶，提示用戶不應該信任對方並應放棄連接。
部分公認被信賴的自簽章憑證，即根憑證，是信任鏈的起點，會預設被多數客戶端信任。當對其他伺服器的連線準備建立時，如果其憑證的上游憑證被信任，那麼該伺服器的憑證就會被信任。